# Гунинген
Гунинген (њем. Gunningen) општина је у њемачкој савезној држави Баден-Виртемберг. Једно је од 34 општинска средишта округа Тутлинген. Према процјени из 2010. у општини је живјело 694 становника. Посједује регионалну шифру (AGS) 8327020.

## Географски и демографски подаци
Гунинген се налази у савезној држави Баден-Виртемберг у округу Тутлинген. Општина се налази на надморској висини од 729 метара. Површина општине износи 5,4 km². У самом мјесту је, према процјени из 2010. године, живјело 694 становника. Просјечна густина становништва износи 128 становника/km².